# S-League 2018
La S-League 2018 fue la edición número 15 de la S-League. La temporada comenzó el 4 de agosto de 2018 y culminó el 22 de diciembre de 2018. El Solomon Warriors FC fue el campeón defensor.

## Formato
Los ocho equipos participantes juegan entre sí todos contra todos 2 veces totalizando 14 partidos cada uno; al término de las catorce fechas los dos primeros clasificados obtendrán un cupo para la Liga de Campeones de la OFC 2019. Todos los partidos se juegan en el Estadio Lawson Tama.

## Equipos participantes
| Pos. | Equipo              | Ciudad  | Estadio             | Capacidad |
| ---- | ------------------- | ------- | ------------------- | --------- |
| 1    | Solomon Warriors FC | Honiara | Estadio Lawson Tama | 10000     |
| 2    | Marist FC           | Honiara | Estadio Lawson Tama | 10000     |
| 3    | Kossa FC            | Honiara | Estadio Lawson Tama | 10000     |
| 4    | Henderson Eels FC   | Honiara | Estadio Lawson Tama | 10000     |
| 5    | Malaita Eagles FC   | Honiara | Estadio Lawson Tama | 10000     |
| 6    | Western United FC   | Honiara | Estadio Lawson Tama | 10000     |
| 7    | FC Guadalcanal      | Honiara | Estadio Lawson Tama | 10000     |
| 8    | Real Kakamora FC    | Honiara | Estadio Lawson Tama | 10000     |

## Clasificación
Actualizado el 22 de diciembre de 2018.
| Pos. | Equipo               | PJ | PG | PE | PP | GF | GC | DG  | Pts. | Clasificado a                    |
| ---- | -------------------- | -- | -- | -- | -- | -- | -- | --- | ---- | -------------------------------- |
| 1    | Solomon Warriors (C) | 14 | 9  | 3  | 2  | 49 | 15 | +34 | 30   | Campeón y Liga de Campeones 2019 |
| 2    | Henderson Eels FC    | 14 | 9  | 3  | 2  | 48 | 22 | +26 | 30   | Liga de Campeones 2019           |
| 3    | Kossa FC             | 14 | 6  | 5  | 3  | 30 | 22 | +8  | 23   |                                  |
| 4    | Malaita Eagles FC    | 14 | 6  | 3  | 5  | 28 | 28 | 0   | 21   |                                  |
| 5    | Western United FC    | 14 | 6  | 1  | 7  | 29 | 31 | -2  | 19   |                                  |
| 6    | Marist FC            | 14 | 5  | 2  | 7  | 27 | 31 | -4  | 17   |                                  |
| 7    | Real Kakamora FC     | 14 | 4  | 4  | 6  | 27 | 40 | -13 | 16   |                                  |
| 8    | FC Guadalcanal       | 14 | 0  | 1  | 13 | 14 | 64 | -50 | 1    |                                  |